# Microsteris
Microsteris es un género con 14 especies de plantas con flores de la familia Polemoniaceae. 

## Especies seleccionadas
| - Microsteris andicola - Microsteris californica - Microsteris depressa - Microsteris diffusa - Microsteris gilioides - Microsteris glabella - Microsteris gracilis | - Microsteris heterophylla - Microsteris humilis - Microsteris larsenii - Microsteris larseni - Microsteris macdougalii - Microsteris micrantha - Microsteris stricta - Microsteris traskiae |

## Sinonimia
- Hoitzia

- Datos: Q6840341
- Multimedia: Microsteris / Q6840341
- Especies: Microsteris